# Xto TV (Bolivia)
Xto TV (escrito como xtotv, también llamado a manera de onomatopeya como Cristo TV), es un canal de televisión abierta boliviano, de carácter generalista y religioso neocarismático. Fue fundado en la ciudad de La Paz, el 15 de mayo de 1992 por el Sistema Cristiano de Comunicaciones, que depende de la Iglesia Ekkelsia. 
Esta relacionada al canal de televisión costarricense Enlace TV, ocupando la mayoría de sus espacios. 
Todavia se considera un canal generalista, dado que la mayoría de su programación se compone de prédicas grabadas en vivo, revistas, miscelanea, películas de carácter cristiano y (en menor medida) series animadas.

## Historia

### Antecedentes
A partir de una expansión internacional de la red Enlace TV, el 12 de mayo de 1991 se instala un transmisor en Bolivia, concretamente en la sede de Gobierno. Inicia sus pruebas en un contexto donde el número de canales privados empezo a multiplicarse en todo el país. El 1 de julio de 1991, tambien inicia su señal de prueba en otros departamentos como Cochabamba, Oruro, Potosí y Sucre. 

### Inicio de transmisiones (1992)
XTO TV inaugura sus transmisiones oficialmente el 15 de mayo de 1992, a la cual denominaron "La imagen de la vida" (en contraste con su red de radios existente llamado El sonido de la vida), y que tuvo la presencia del vicepresidente de aquel entonces, Luis Ossio Sanjinés
El año 1992 se estreno “La Verdad Nos Hace Libres”, el cual se diferencia de otros noticieros por ser un informativo sin sesgo ideológico ni político (aún con la contraposición de la linea del canal).
De 1999 a 2001 también se emitió el programa “Al pan, pan, y al vino, vino” co-producido con Carlos Mesa, el cual ganaría presencia por su enfasis en debatir temas de la Biblia.